# Lepidodexia sarcophagina
Lepidodexia sarcophagina är en tvåvingeart som först beskrevs av Townsend 1927.  Lepidodexia sarcophagina ingår i släktet Lepidodexia och familjen köttflugor. Inga underarter finns listade i Catalogue of Life.